# Aaron Novik

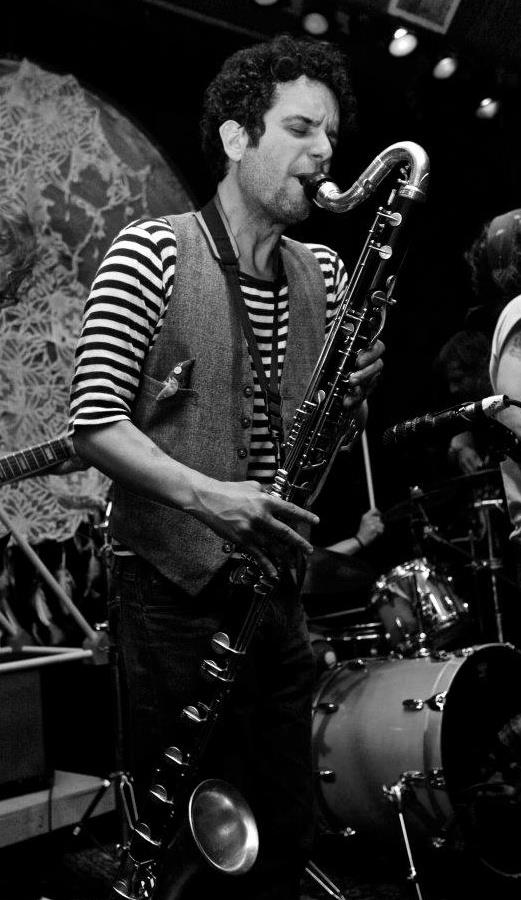
Aaron Novik 2013

Aaron Novik (* 21. Juli 1974) ist ein US-amerikanischer Jazzmusiker (Bassklarinette, Klarinette, Komposition), der sich auch als Buchillustrator hervortat.

## Leben und Wirken
Novik arbeitete ab den 2000er-Jahren in der Bay Area Improv Scene im Raum San Francisco u. a. in den Formationen Gubbish (Album Notations in Tonations, 2004), Kipple (Flashes of Irrational Happiness (2006), u. a. mit Ches Smith und Lisa Mezzacappa) und in der Nathan Clevenger Group, mit der in frühen 2010er-Jahren zwei Alben entstanden. Mit dem Bassklarinettisten Cornelius Boots, Jeff Anderle und Jonathan Russell gründete er in dieser Zeit das Quartett Edmund Welles (Album  Tooth & Claw, 2008).
Unter eigenem Namen nahm Novik 2006 das Album The Samuel Suite / Dancing Into One auf, das Eigenkompositionen enthielt; 2006 folgte Yiddiots (2006) und Floating World Vol. 1 (Porto Franco Records, 2011), mit Gastmusikern wie Carla Kihlstedt. 2012 veröffentlichte Novik bei Tzadik das Klezmer-Album Secrets of Secrets, dessen Kompositionen von den Schriften des Mystikers Eleasar ben Juda ben Kalonymos inspiriert waren. Zu den mitwirkenden Musikern gehörten Carla Kihlstedt, Fred Frith und Ben Goldberg. 2013 erschien im MP3-Format Our Band Could Be as Serious as Your Life.
Noviks kompositorisches Werk ist sowohl von Klezmer- und Balkanmusik als auch kammermusikalischem Minimalismus, Heavy Metal, Tropicalismo und Independent Rock beeinflusst. Seine Komposition „Dante Counterstamp“ wurde 2017 von der Formation Frowny Frown (Kristin Slipp, Amirtha Kidambi, Ches Smith, Shayna Dunkleman, Trevor Dunn, Michael Coleman, Ava Mendoza) aufgeführt.